# David Collado
Pas d'image ? Cliquez ici

a Compétitions nationales et continentales officielles uniquement.

b Matchs officiels uniquement.
David Collado, né le 24 septembre 1971 à Bordeaux (Gironde), est un joueur et entraîneur de rugby à XIII français évoluant au poste de pilier dans les années 1990 et 2000.
David Collado fait ses débuts en Championnat de France avec le R.C. Albi où il joue sept saisons. Il rejoint ensuite l'U.S. Villeneuve en 1999 pour quatre saisons, club qui domine alors les compétitions nationales. Il y remporte le Championnat de France en 1999, 2001 et 2002, et des titres de Coupe de France en 1999, 2000 et 2002. Il connaît deux sélections avec l'équipe de France entre 1999 et 2001. Il clôt sa carrière sportive en retournant au R.C. Albi.
Après sa carrière sportive, il devient manager du R.C. Albi, puis devient entraîneur de Réalmont XIII etR.C. Albi, remportant un titre de  Championnat de France de 2e division en 2015.

## Palmarès

### En tant que joueur
- Collectif :
  - Vainqueur du Championnat de France : 1999, 2001 et 2002 (Villeneuve).
  - Vainqueur de la Coupe de France : 1999, 2000 et 2002 (Villeneuve).

#### Détails en sélection
| Matchs internationaux de David Collado | Matchs internationaux de David Collado | Matchs internationaux de David Collado | Matchs internationaux de David Collado | Matchs internationaux de David Collado | Matchs internationaux de David Collado | Matchs internationaux de David Collado | Matchs internationaux de David Collado | Matchs internationaux de David Collado | Matchs internationaux de David Collado | Matchs internationaux de David Collado | Matchs internationaux de David Collado |
|                                        | Date                                   | Adversaire                             | Résultat                               | Compétition                            | Poste                                  | Points                                 | Essais                                 | Pen.                                   | Drops                                  |                                        |                                        |
| -------------------------------------- | -------------------------------------- | -------------------------------------- | -------------------------------------- | -------------------------------------- | -------------------------------------- | -------------------------------------- | -------------------------------------- | -------------------------------------- | -------------------------------------- | -------------------------------------- | -------------------------------------- |
| sous les couleurs de la France         |                                        |                                        |                                        |                                        |                                        |                                        |                                        |                                        |                                        |                                        |                                        |
| 1.                                     | 13 octobre 1999                        | Angleterre                             | 20-28                                  | Test-match                             | Remplaçant                             | -                                      | -                                      | -                                      | -                                      |                                        |                                        |
| 2.                                     | 26 octobre 2001                        | Grande-Bretagne                        | 12-42                                  | Test-match                             | Remplaçant                             | -                                      | -                                      | -                                      | -                                      |                                        |                                        |

### En tant qu'entraîneur
- Collectif   
  - Vainqueur du Championnat de France de 2e division : 2015 (Albi) et 2024 (Villefranche).
  - Vainqueur de la coupe de France de Nationale 1 : 2006 (Réalmont).
  - Finaliste du championnat de France de 2e division : 2014 (Albi) et 2023 (Villefranche).

#### Détails en club
| Année | Année     | Club                      | Compétition | Saison régulière                                                                 | Saison régulière                                                                 | Saison régulière                                                                 | Saison régulière                                                                 | Saison régulière                                                                 | Phase finale                                                                     | Phase finale                                                                     | Phase finale                                                                     | Phase finale                                                                     | Phase finale                                                                     | Coupe de France                                                                  |                                                                                  |                                                                                  |                                                                                  |                                                                                  |                                                                                  |
| Année | Année     | Club                      | Compétition | Class.                                                                           | MJ                                                                               | V.                                                                               | N.                                                                               | D.                                                                               | Perf.                                                                            | MJ                                                                               | V.                                                                               | N.                                                                               | D.                                                                               | Coupe de France                                                                  |                                                                                  |                                                                                  |                                                                                  |                                                                                  |                                                                                  |
| 2012-2013                                                                                                   | 2012-2013 | Albi R.L.                 | CHF 2e div. | -                                                                                |                                                                                  |                                                                                  |                                                                                  |                                                                                  | -                                                                                |                                                                                  |                                                                                  |                                                                                  |                                                                                  | ?                                                                                |                                                                                  |                                                                                  |                                                                                  |                                                                                  |                                                                                  |
| 2013-2014                                                                                                   | 2013-2014 | Albi R.L.                 | CHF 2e div. | -                                                                                |                                                                                  |                                                                                  |                                                                                  |                                                                                  | Finaliste                                                                        |                                                                                  |                                                                                  |                                                                                  |                                                                                  | 1/8 finale                                                                       |                                                                                  |                                                                                  |                                                                                  |                                                                                  |                                                                                  |
| 2014-2015                                                                                                   | 2014-2015 | Albi R.L.                 | CHF 2e div. | 1er                                                                              | 15                                                                               | 9                                                                                | 0                                                                                | 6                                                                                | Champion                                                                         | 3                                                                                | 3                                                                                | 0                                                                                | 0                                                                                | 1/8 finale                                                                       |                                                                                  |                                                                                  |                                                                                  |                                                                                  |                                                                                  |
| 2015-2016                                                                                                   | 2015-2016 | Albi R.L.                 | CHF         | 5e                                                                               | 20                                                                               | 7                                                                                | -                                                                                | 13                                                                               | 1er tour                                                                         | 1                                                                                | 0                                                                                | 0                                                                                | 1                                                                                | 1/2 finale                                                                       |                                                                                  |                                                                                  |                                                                                  |                                                                                  |                                                                                  |
| De 2016 à 2019 David Collado devient directeur sportif d'Albi XIII R.L.                                     |           |                           |             |                                                                                  |                                                                                  |                                                                                  |                                                                                  |                                                                                  |                                                                                  |                                                                                  |                                                                                  |                                                                                  |                                                                                  |                                                                                  |                                                                                  |                                                                                  |                                                                                  |                                                                                  |                                                                                  |
| 2019-2020                                                                                                   | 2019-2020 | Villefranche XIII Aveyron | CHF 2e div. | Éditions annulées et titres non décernés en raison de la pandémie de coronavirus | Éditions annulées et titres non décernés en raison de la pandémie de coronavirus | Éditions annulées et titres non décernés en raison de la pandémie de coronavirus | Éditions annulées et titres non décernés en raison de la pandémie de coronavirus | Éditions annulées et titres non décernés en raison de la pandémie de coronavirus | Éditions annulées et titres non décernés en raison de la pandémie de coronavirus | Éditions annulées et titres non décernés en raison de la pandémie de coronavirus | Éditions annulées et titres non décernés en raison de la pandémie de coronavirus | Éditions annulées et titres non décernés en raison de la pandémie de coronavirus | Éditions annulées et titres non décernés en raison de la pandémie de coronavirus | Éditions annulées et titres non décernés en raison de la pandémie de coronavirus | Éditions annulées et titres non décernés en raison de la pandémie de coronavirus | Éditions annulées et titres non décernés en raison de la pandémie de coronavirus | Éditions annulées et titres non décernés en raison de la pandémie de coronavirus | Éditions annulées et titres non décernés en raison de la pandémie de coronavirus | Éditions annulées et titres non décernés en raison de la pandémie de coronavirus |
| 2020-2021                                                                                                   | 2020-2021 | Villefranche XIII Aveyron | CHF 2e div. | Éditions annulées et titres non décernés en raison de la pandémie de coronavirus | Éditions annulées et titres non décernés en raison de la pandémie de coronavirus | Éditions annulées et titres non décernés en raison de la pandémie de coronavirus | Éditions annulées et titres non décernés en raison de la pandémie de coronavirus | Éditions annulées et titres non décernés en raison de la pandémie de coronavirus | Éditions annulées et titres non décernés en raison de la pandémie de coronavirus | Éditions annulées et titres non décernés en raison de la pandémie de coronavirus | Éditions annulées et titres non décernés en raison de la pandémie de coronavirus | Éditions annulées et titres non décernés en raison de la pandémie de coronavirus | Éditions annulées et titres non décernés en raison de la pandémie de coronavirus | Éditions annulées et titres non décernés en raison de la pandémie de coronavirus | Éditions annulées et titres non décernés en raison de la pandémie de coronavirus | Éditions annulées et titres non décernés en raison de la pandémie de coronavirus | Éditions annulées et titres non décernés en raison de la pandémie de coronavirus | Éditions annulées et titres non décernés en raison de la pandémie de coronavirus | Éditions annulées et titres non décernés en raison de la pandémie de coronavirus |
| David Collado quitte le club en mai 2021 pour revenir en décembre 2021 suite au limogeage de Mark Faumuina. |           |                           |             |                                                                                  |                                                                                  |                                                                                  |                                                                                  |                                                                                  |                                                                                  |                                                                                  |                                                                                  |                                                                                  |                                                                                  |                                                                                  |                                                                                  |                                                                                  |                                                                                  |                                                                                  |                                                                                  |
| 2021-2022                                                                                                   | 2021-2022 | Villefranche XIII Aveyron | CHF 2e div. | 7e                                                                               | 18                                                                               | 6                                                                                | 0                                                                                | 12                                                                               | Non qualifié                                                                     | -                                                                                | -                                                                                | -                                                                                | -                                                                                | Annulée                                                                          |                                                                                  |                                                                                  |                                                                                  |                                                                                  |                                                                                  |
| 2022-2023                                                                                                   | 2022-2023 | Villefranche XIII Aveyron | CHF 2e div. | 2e                                                                               | 16                                                                               | 11                                                                               | 0                                                                                | 5                                                                                | Finaliste                                                                        | 2                                                                                | 1                                                                                | 0                                                                                | 1                                                                                | 1/8 finale                                                                       |                                                                                  |                                                                                  |                                                                                  |                                                                                  |                                                                                  |
| 2023-2024                                                                                                   | 2023-2024 | Villefranche XIII Aveyron | CHF 2e div. | 1er                                                                              | 17                                                                               | 17                                                                               | 0                                                                                | 0                                                                                | Champion                                                                         | 2                                                                                | 2                                                                                | 0                                                                                | 0                                                                                | 1/8 finale                                                                       |                                                                                  |                                                                                  |                                                                                  |                                                                                  |                                                                                  |
| 2024-2025                                                                                                   | 2024-2025 | Villefranche XIII Aveyron | CHF         | 7e                                                                               | 20                                                                               | 10                                                                               | 0                                                                                | 10                                                                               | Non qualifié                                                                     | -                                                                                | -                                                                                | -                                                                                | -                                                                                | 1/8 finale                                                                       |                                                                                  |                                                                                  |                                                                                  |                                                                                  |                                                                                  |